# لوئیس گیرمو سولیس
لوئیس گیرمو سولیس (اسپانیایی: Luis Guillermo Solís‎؛ زادهٔ ۲۵ آوریل ۱۹۵۸) یک سیاست‌مدار اهل کاستاریکا است.